# Заговор Бабингтона
Заговор Ба́бингтона (англ. Babington Plot) 1586 года — неудавшийся план группы английских католиков во главе с Энтони Бабингтоном и Джоном Баллардом убить королеву Елизавету I и посадить на престол при поддержке Испании Марию Шотландскую. Глава контрразведки Елизаветы сэр Фрэнсис Уолсингем использовал заговор, чтобы заманить Марию в ловушку и добиться её казни.

## Заговор
Свергнутая королева Шотландии Мария с 1568 года находилась в Англии, где жила под наблюдением, постепенно превращавшимся в заключение. Она обладала правами на английский престол, и многие местные католики, её единоверцы, считали необходимым свержение протестантки Елизаветы I и коронацию Марии с последующим восстановлением католической веры на всей территории королевства. Заговоры Ридольфи и Трокмортона были раскрыты, а их участники казнены. Из-за этого Елизавета отказалась от планов вернуть Марии шотландский престол, но в то же время она не хотела расправы над узницей, хотя о необходимости суда и казни говорили многие её приближённые.
К 1586 году английские спецслужбы, которыми руководил сэр Фрэнсис Уолсингем (ярый протестант и сторонник казни шотландской королевы), полностью контролировали связи Марии с внешним миром. Все секретные каналы, по которым шла её переписка со сторонниками и континентальными державами, были раскрыты, так что Уолсингем читал всю корреспонденцию. С помощью двойного агента Джилберта Джифорда был создан ещё один канал: письма передавались в бочонке с пивом, имевшем двойное дно. С ведома Уолсингема Джифорд убедил испанского посла в Лондоне и руководителей «партии» Марии в Париже в необходимости убийства Елизаветы. В Англии был найден человек, готовый встать во главе заговора, — молодой дворянин-католик из Дербишира Энтони Бабингтон, идеалист и честолюбец. В июле 1586 года он передал Марии письмо, в котором изложил свои планы: убить Елизавету, поднять восстание, дождаться помощи от испанцев. Та в ответном послании одобрила всё это.
Переписка стала доказательством вины в государственной измене не только Бабингтона и его товарищей, но и Марии (впрочем, существует мнение, что письма в значительной своей части были подделаны по приказу Уолсингема). Всех заговорщиков (14 человек) арестовали и приговорили к казни через повешение, потрошение и четвертование. Казнь состоялась в сентябре 1586 года, а в феврале 1587 года была обезглавлена и Мария.